# Cold boot attack
Cold boot attack (platform reset attack, атака методом холодного перезавантаження) — в криптографії — клас атак сторонніми каналами, при яких стороння особа, що має фізичний доступ до комп'ютера може витягти з нього ключі шифрування або цінні дані. Атака вимагає повного перезавантаження комп'ютера або вимикання та вилучення з нього модулів пам'яті. В атаці використовується ефект збереження даних в ПАМ'ЯТІ типу DRAM і SRAM після вимкнення живлення. Дані частково зберігаються протягом періоду від декількох секунд до хвилин.

## Опис
Для виконання атаки проводиться «холодне перезавантаження» (cold boot) комп'ютера, тобто вимкнення живлення без використання засобів операційної системи та подальше включення (наприклад, за допомогою кнопки reset на корпусі або шляхом виключення блоку живлення). Після включення проводиться завантаження спеціальної невеликої операційної системи (наприклад з USB-диска або дискети), і збереження поточного стану оперативної пам'яті у файл. Альтернативний шлях виконання атаки полягає у вилученні модулів пам'яті DIMM) з комп'ютера жертви і їх встановлення в інший комп'ютер для зчитування даних з них. Отримана інформація потім аналізується на предмет наявності в ній ключів шифрування або іншої цінної інформації. Існують спеціальні програми для автоматичного пошуку..
Дослідниками була продемонстрована можливість застосування атаки до систем дискового шифрування різних виробників, в тому числі тих, що використовують криптопроцесор Trusted Platform Module (TPM).
Час збереження даних у пам'яті може бути збільшений за допомогою охолодження модулів пам'яті. Крім того, існують методи зчитування даних з пам'яті, відключеної від живлення, які допомагають відновити дані. У випадку, коли система шифрування дисків допускає завантаження операційної системи без введення паролів, шифрування або PIN-кодів, або використовується апаратний криптопроцесор для отримання ключа (наприклад, BitLocker дозволяє використовувати TPM без введення PIN або використання USB-токена), час для проведення даного типу атак може бути необмеженим. Можна відзначити, що використання BitLocker спільно з Trusted Platform Module може зробити систему менш безпечною, так як дозволяє атакуючому отримати доступ до даних навіть якщо комп'ютер був вкрадений у вимкненому стані.
Атака холодного перезавантаження не є єдиною атакою на отримання ключів шифрування з пам'яті, наприклад атака DMA attack дозволяє зчитати фізичну пам'ять за допомогою зовнішнього пристрою з інтерфейсом 1394. Microsoft рекомендує не використовувати BitLocker у конфігурації за замовчуванням для запобігання подібних атак.

## Протидія

### Відмонтування шифрованих дисків
Багато систем дискового шифрування стирають ключі шифрування з пам'яті при відключенні шифрованих розділів. Тому рекомендується відключати всі шифровані диски при ризику крадіжки комп'ютера.

### Складні режими шифрування
У конфігурації за замовчуванням Bitlocker використовує TPM без пароля включення комп'ютера (boot PIN) або зовнішніх ключів. У такій конфігурації ключі шифрування завантажуються з TPM автоматично при кожному завантаженні і не вимагають втручання користувача. Отже, атака Cold Boot стає можливою і проти вимкненого комп'ютера з подібною конфігурацією, так як при кожному включенні ключі все одно опиняються в ОЗП.
Двофакторна автентифікація, наприклад, з використанням додатково до TPM PIN-кода завантаження або завантажувального USB-токена дозволяє виключити атаку проти комп'ютерів, вкрадених у вимкненому стані.

### Керування живленням
Вимикання комп'ютера засобами операційної системи зазвичай стирає ключі шифрування з пам'яті. Отже, рекомендується повністю вимикати комп'ютер, якщо він залишається у місці, з якого його можуть вкрасти.

## Дивись також
- chntpw